# گیوم لو فلوک
گیوم لو فلوک (فرانسوی: Guillaume Le Floch‎؛ زادهٔ ۱۶ فوریهٔ ۱۹۸۵) دوچرخه‌سوار اهل فرانسه است.
از باشگاه‌هایی که در آن رکاب زده‌است می‌توان به تیم دوچرخه‌سواری فورتونئو–اسکارو و تیم دوچرخه‌سواری دیرکت انرژی اشاره کرد.